# Filosofía de la psicología

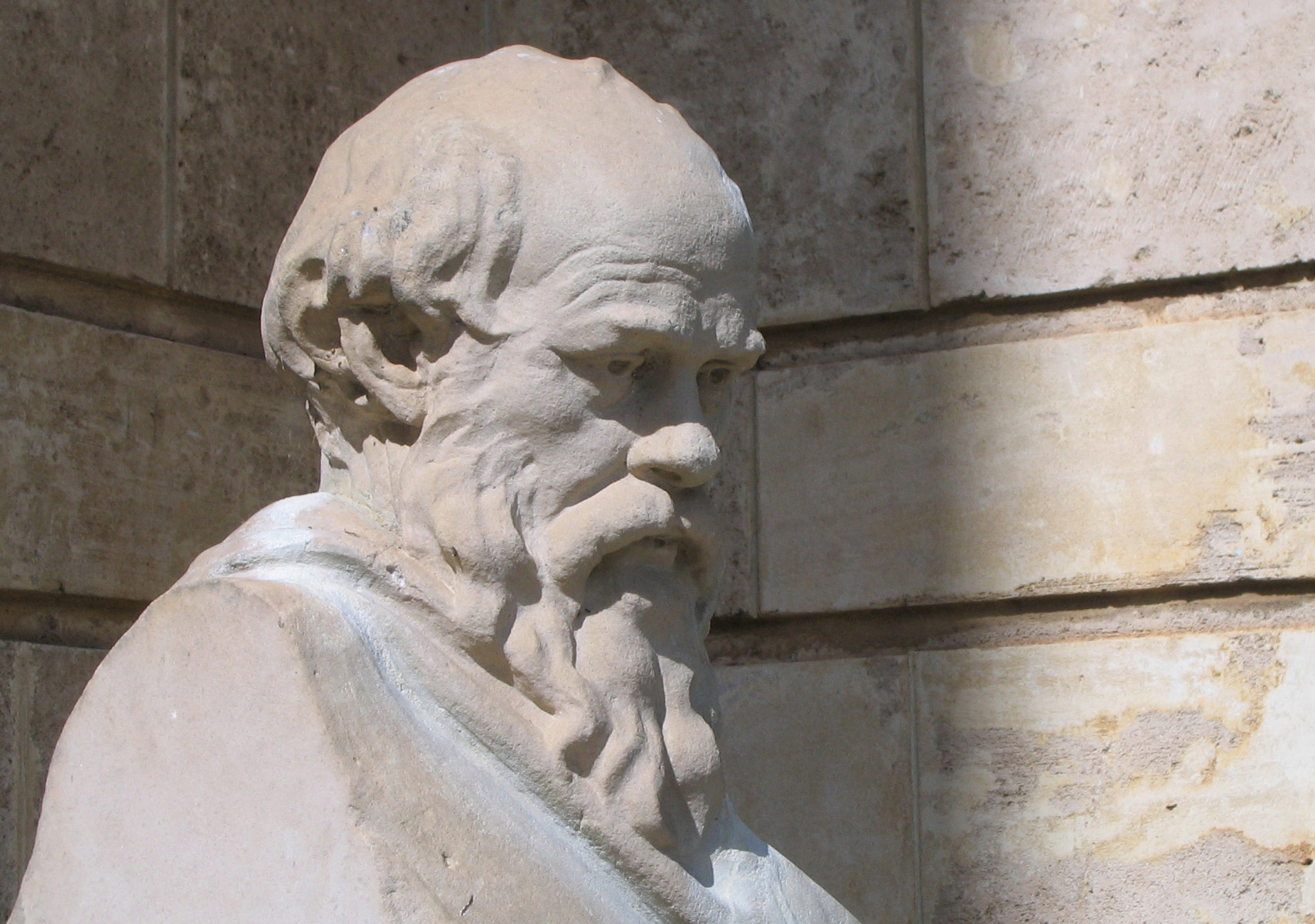
Socrátes.

La filosofía es la madre de todas las ciencias, siendo la psicología parte de ella hasta su independencia alrededor de 1879 con el nacimiento de la psicofísica. Su significado literal es psyché-logos ("estudio de la mente"). Una rama de la filosofía es la filosofía de la ciencia, que, desde la división hecha por Ferrier en el siglo XIX entre ontología y epistemología, se encarga del análisis del conocimiento científicamente obtenido. Cada ciencia genera su propia epistemología o filosofía especial, con base en las características de su quehacer intrínseco. Otras de las ramas de la filosofía que se relacionan con la psicología y la epistemología es la filosofía de la mente.
En el caso de la psicología, según Jacob Robert Kantor, ha habido tres etapas de desarrollo de sus contenidos epistemológicos: una primera ocupándose de entidades aespaciales, como el alma; una segunda en términos de orden organocéntrico-mecanicista, como las variantes estímulo-respuesta y de procesamiento de información; y una tercera, en que se abordan las interacciones complejas entre el individuo y su ambiente. Se ha llegado, pues, aparentemente, a un estudio sistémico del objeto de conocimiento. No obstante, no todas las corrientes de la psicología en vigencia practican ese enfoque sistémico de manera uniforme, debido a que parten de diferentes opciones epistemológicas en pleno debate.

## El problema del objeto de estudio
Tal y como Mario Bunge indica, se aprecia - como en otras disciplinas- una falta de consenso acerca del verdadero objeto de la psicología. De esta forma, se puede definir como el estudio de la conciencia, o el estudio de la conducta manifiesta. La mayor importancia de la cuestión del objeto en comparación con otras ciencias radica en el carácter transitorio de estadio protocientífico a científico.
Los objetos de su campo de estudio son "todos los animales que en circunstancias normales, son capaces de percibir y aprender, y sólo ellos". Por lo que se deja fuera del ámbito de estudio a los animales que normalmente son incapaces de aprender (aquellos sin sistema nervioso, o con uno que no permita el aprendizaje) y se calificaría como objetos de estudios a todos los vertebrados superiores (mamíferos y aves, sobre todo). Los artefactos, incluso los dotados de inteligencia artificial, son excluidos por no tratarse de animales.
En cuanto a la atención de las sociedades, Bunge considera que es legítimo estudiar la psicología de los individuos pertenecientes a diferentes sociedades, o los efectos de los grupos de pares y la presión de la masa sobre el individuo; más pretender que las totalidades sociales tienen una mente propia, es "pura fantasía holística".

## El problema de la fragmentación
Las diversas escuelas y sistemas de psicología son enfoques de los problemas psicológicos que a menudo se basan en filosofías diversas de la mente. Estos enfoques son más a menudo mutuamente incompatibles que complementarios. Además de esta fragmentación en escuelas se presenta una división en diferentes campos o sistemas de problemas ante la imposibilidad de trazar una clara demarcación entre los distintos fenómenos psicológicos. Bunge afirma que solo la integración sobre la base de la neurofisiología puede arrojar un cuadro razonablemente completo y una explicación viable en términos de mecanismos.

## Las epistemológicas
Una cuestión importante en el problema de la controversia preparadigmática de la psicología es la falta de un marco epistemológico compartido. Según Guba, existen al menos cuatro grandes propuestas:
1. El positivismo clásico, bajo supuestos de la existencia de una realidad tangible y objetiva, con causalidad lineal, que se puede fraccionar en partes sin perder sustancia (reduccionismo). Solo sería válido el método de investigación empírico-experimental, donde las instancias del observador y lo observado son independientes. Esta epistemología es típica de los primeros conductismos basados en el modelo estímulo-respuesta, a veces incorrectamente identificados con el conductismo de Burrhus Frederic Skinner.
2. El postpositivismo actual —heredero de la tradición positivista pero sin las mismas insuficiencias que su antecesora— revalúa los conceptos de realismo, objetividad e investigación, flexibilizándolos. La realidad no es absoluta sino socialmente construida, el logro de la objetividad es progresivo a través de sucesivos contactos con los hechos estudiados, y existen modos de conocimiento no estrictamente experimentales. Aquí se ubican los conductismos modernos, como el interconductismo, el conductismo psicológico y la teoría de marcos relacionales.
3. El realismo crítico, basado en supuestos ideológicos y axiológicos. La ideología y los valores subjetivos del observador influyen decisivamente en la descripción y comprensión de la realidad. El logro del conocimiento es progresivo, mediante procedimientos de aclaración sucesiva («concientización»). La psicología dialéctica y la psicología social de la liberación adoptan esta postura.
4. El constructivismo, para el cual no hay una realidad única sino múltiple. En este sentido es una construcción mental de cada individuo, surgida de su hermenéutica personal acerca de aquello que le ocurre (subjetivismo). El sujeto y su objeto de conocimiento constituyen una unidad, así que la búsqueda de la verdad surge de un proceso de contrastación de las diversas construcciones. Los enfoques cognitivos de tipo radical o moderado, y en menor medida también las psicologías dinámica y humanista, caen bajo esta epistemología.

## Algunas funciones epistemológicas en la psicología

### Misión
J. Smart apunta que el trabajo epistémico se sirve de: (a) un discurso analítico y metodológico acerca de la ciencia; y (b) la utilización de la ciencia para resolver problemas considerados generalmente filosóficos. En tal sentido, constituye en primer lugar una «práctica de vigilancia de las operaciones conceptuales y metodológicas de una práctica científica». Así, puede decirse que el quehacer epistemológico no consiste de algo abstracto e indeterminado. Hay que tener claro que, como advierte Wolman: «Los filósofos de la ciencia no son filósofos en el sentido tradicional y tienen muy poco en común con los sistemas metafísicos totalizadores del mundo. Los modernos filósofos de la ciencia... no pretenden saber más que los científicos cuya obra estudian».
Lo que la epistemología busca fundamentalmente es el análisis formal del trabajo útil para la adquisición y consolidación de conocimientos, sea a través de las relaciones entre las proposiciones y los datos; sea a través de la correspondencia entre aquellas proposiciones, su ordenamiento lógico y su significado; o la estructuración teórica y el proceso empírico del investigar. Por ello, no todos los temas abordados por la filosofía tradicional pueden ni deben ser materia de revisión a la luz de la ciencia, pues muchos podrían no ser sino embrollos verbales. En este caso, la misión de la epistemología es disolver dichos problemas mediante el análisis lingüístico de las expresiones, tal como lo intentan, por ejemplo, Gilbert Ryle y Ludwig Wittgenstein. Se trata, en esos casos, de eliminar errores categoriales (aplicar indebidamente conceptos que provienen de un contexto a otro distinto) y aclarar la significación funcional del lenguaje ordinario en situaciones específicas.
La epistemología tiene, pues, una misión precisa. No se puede llamar epistemología a cualquier concepción o tradición filosófica desarrollada independientemente del conocimiento científico. Así pues, en principio la fenomenología y el existencialismo deberían quedar fuera de esta denominación. Solo la tradición de descuido epistemológico en psicología justifica la actual permisividad hacia semejantes enfoques. No todos los científicos tienen la suficiente capacidad para ser, a su vez, filósofos de su propia ciencia, pero si pueden «estar al día» con las concepciones desarrolladas por especialistas y tener un mínimo de motivación y preparación para poder discriminar entre buenas y malas filosofías. Como señala Mario Bunge: «la concepción del mundo del hombre contemporáneo se funda [...] sobre los resultados de la ciencia: el dato reemplaza al mito, la teoría a la fantasía, la predicción a la profecía [...] Hace un siglo, quien ignoraba La Iliada era tildado de ignorante. Hoy lo es, con igual justicia, quien ignora los rudimentos de la [ciencia]»

### Objetividad vs. subjetividad
No puede haber una epistemología de la subjetividad. Al ser definida como filosofía de la ciencia ya está implicando el análisis de un conocimiento objetivo, vale decir de los productos que sobre la propia actividad del sujeto se han elaborado en el transcurso de su interacción con el objeto. Esos productos son cosas, relaciones y propiedades existentes fuera de la representación subjetiva que se haga de ellos. Cuando se dice que el sujeto (epistémico) es quien configura al objeto (Piaget, 1970 - 1981) se comete un error de tipo trascendentalista, pues el sujeto está sometido a las mismas leyes que el objeto. Esto quiere decir que lo que uno, como observador, percibe acerca de la realidad interna o externa al cuerpo está predeterminado por el influjo del objeto sobre los sentidos. En otras palabras, para simplificar el asunto, «lo material determina lo ideal».
La cuestión de la objetividad del conocimiento está relacionada con la posibilidad de obtener un conocimiento verdadero del objeto. Esto es puesto en duda por los filósofos metafísicos y los psicólogos dualistas, para quienes lo objetivo no pasa de ser más que una «invención útil» para organizar la experiencia. El significado de las cosas sería, según esto, dependiente de la manera en que el científico filtre la información a ciertos sistemas de procesamiento subjetivo. Lo que se obvia en este tipo de análisis es que se puede conocer el objeto actuando sobre él. Cuando se interactúa con un fenómeno se aprehenden: (a) las relaciones de interdependencia que lo ligan a otros fenómenos, y (b) las regularidades de su ocurrencia en función a la totalidad estructural que las define. Una vez penetrado el sentido de estas realidades se puede intervenir sobre ellas, transformándolas. Asimismo, se puede describir el proceso de confirmación de tal veracidad enumerando las operaciones empíricas y racionales que se llevan a cabo, pudiendo replicarlas en cuanto sea necesario e incluso confrontarlas con otras observaciones.
La obra de Thomas Kuhn (1962 - 1982) sobre el carácter no acumulativo del progreso científico y la inconmensurabilidad de las teorías también introduce una nota de subjetividad e irracionalidad a la epistemología: el tránsito de un paradigma a otro se produciría como corolario de una revolución conceptual que sustituye un viejo consenso acerca de ciertas «verdades» científicas por otro nuevo e incomparable con el anterior. Por consiguiente, no funcionaría el recurso de la «falsabilidad» propuesto por Karl Popper para distinguir las buenas de las malas teorías, ni tampoco sería útil la discusión entre los defensores del viejo y del nuevo paradigma, pues ambos hablarían de cosas diferentes. Para Kuhn la refutabilidad de una teoría solo se conoce cuando ésta ya fue refutada. El progreso en la ciencia se da únicamente bajo la suposición de una mayor explicabilidad de los fenómenos a cargo del nuevo paradigma, pero sin llegar a tener necesariamente una mejor correspondencia con la realidad que pretende explicar.
Al margen de su gran impacto epistemológico, la perspectiva kuhniana subvierte las ideas de verdad objetiva y de progreso del conocimiento, a la vez que descarta criterios de evaluación objetiva de las teorías, haciendo difuso el límite entre ciencia y pseudociencia (Bunge, 1983). La ciencia no pasaría de ser una práctica tan intrascendente para la transformación de la realidad como la magia y la mitología.
Antes que Kuhn, Gaston Bachelard (1971 - 1974) había anticipado la noción de «corte epistemológico» para designar entre otras cosas la revisión y reformulación de los axiomas fundamentales de una ciencia ya constituida. Esta recurrencia parece hacer plausible la explicación del porqué a veces una concepción generalizada pierde terreno frente a otra. En psicología se ha querido ver la contraposición entre conductismo y cognitivismo como la plasmación de las tesis del corte y de la revolución científica (como cambio de paradigma), mas la situación actual no muestra un predominio aplastante ni mucho menos a favor de «un nuevo paradigma», pues la coexistencia de varios enfoques sigue siendo evidente.

### Saber y hacer
La definición más ostensiva de la teoría es la de un «saber organizado» que se abastece de la práctica, es decir del «hacer empírico», mientras que éste también se guía en parte por el saber previo. Los avatares histórico-sociales, y con ellos la división del trabajo y la influencia de la teología, sembraron la discordia entre saber y hacer, legando a la posteridad un problema que se manifiesta hoy agudamente. El pensador chino Mao Zedong (1937 - 1981) se ocupa suficientemente de cómo la teoría se abastece de la práctica y cómo la práctica retroalimenta la teoría, eliminando ideas metafísicas acerca de que una puede vivir sin la otra, o de que ambos quehaceres son incompatibles.
Eso no quiere decir que no sea posible una práctica científica progresista independiente de la teoría o de la especulación filosófica explícita. De hecho, la mayoría de avances empíricos y tecnológicos en todas las disciplinas humanas parecen haberse dado en condiciones de ignorancia o confusión conceptual acerca de los presupuestos epistemológicos que directa o indirectamente propiciaron la solución a muchas demandas sociales (Tomasini, 1994). Sin embargo, la pregunta es: ¿cuánto más podría haberse avanzado de haber tenido en cuenta esos presupuestos? ¿Cuánto tiempo y cuánta teoría y práctica inútiles podrían haberse ahorrado aclarando problemas conceptuales antes de aplicar? Por esta razón es importante para los científicos contemporáneos poner por delante el desarrollo de sólidas concepciones epistémicas en sus respectivas disciplinas haciéndolas más efectivas en la lucha contra el atraso y el prejuicio, tal como en el relato de Homero, Minerva iba precediendo a Diómedes en su acometida victoriosa contra Venus y Marte.

### Eventos y constructos
El desarrollo de la ciencia es calibrado por Kantor (1963 - 1991) como una progresión de tres etapas: (a) la de la propiedad-sustancia, (b) la de la correlación-estadística, y (c) la del campo integrado. En psicología, la primera etapa incluye entidades transespaciales, la segunda fórmulas estadísticas que pretenden indicar la relación entre lo físico y lo mental, y la tercera «la interacción de un individuo con objetos estimulantes, en condiciones inmediatas precisas y sobre la base de contactos previos del organismo y los objetos estimulantes» (p. 583). Este enfoque filosófico de la tercera etapa supera el holismo y el atomismo de las explicaciones anteriores para servir a una visión estructural donde el todo es producto de interacciones formadoras, pero éstas a su vez tienen significación solo en tanto se conceptualicen en función global (Montgomery, 2000). Para llegar a esta última etapa fue necesario mucho esclarecimiento epistémico en cuanto al problema de la confusión entre eventos y constructos.
Gran parte de los errores científicos se originan en dicha confusión. De manera muy simplificada, los eventos son lo que sucede, mientras que los constructos son las interpretaciones de lo que sucede, sean elaboradas o espontáneas. En cualquier caso, todo conocimiento e interpretación es, en principio, inseparable del sistema productivo al cual pertenece, y todo sistema productivo está ligado a un medio ideológico.
Una adecuada epistemología permite distinguir entre eventos y constructos, con el fin de disminuir el papel ideológico de estos últimos. Para ello el citado Kantor exige un cuidadoso análisis de las construcciones manipulativa (formulación del problema y plan para atacarlo), descriptiva (síntesis de las características investigadas y clasificación en una escala de validez y utilidad científica), y explicativa (construcción sistemática para interrelacionar eventos). En ningún caso puede haber constructos válidos que se refieran a nociones sin contacto con (o derivación de) los eventos que se refieren, describen y explican.
Por fortuna el uso de definiciones técnicas, diagramas, coordenadas, tablas de constantes y la continua interacción concreta con los eventos estudiados propias del «teórico-práctico» facilitan dicha labor. Las influencias ideológicas y los valores no son factores omnipotentes de los cuales no se puede escapar. Esas condiciones pueden ser manejadas, cuando el psicólogo científico está preparado epistemológicamente para asumir la tarea de distinguir los eventos de los constructos.